# District de Lạc Thủy

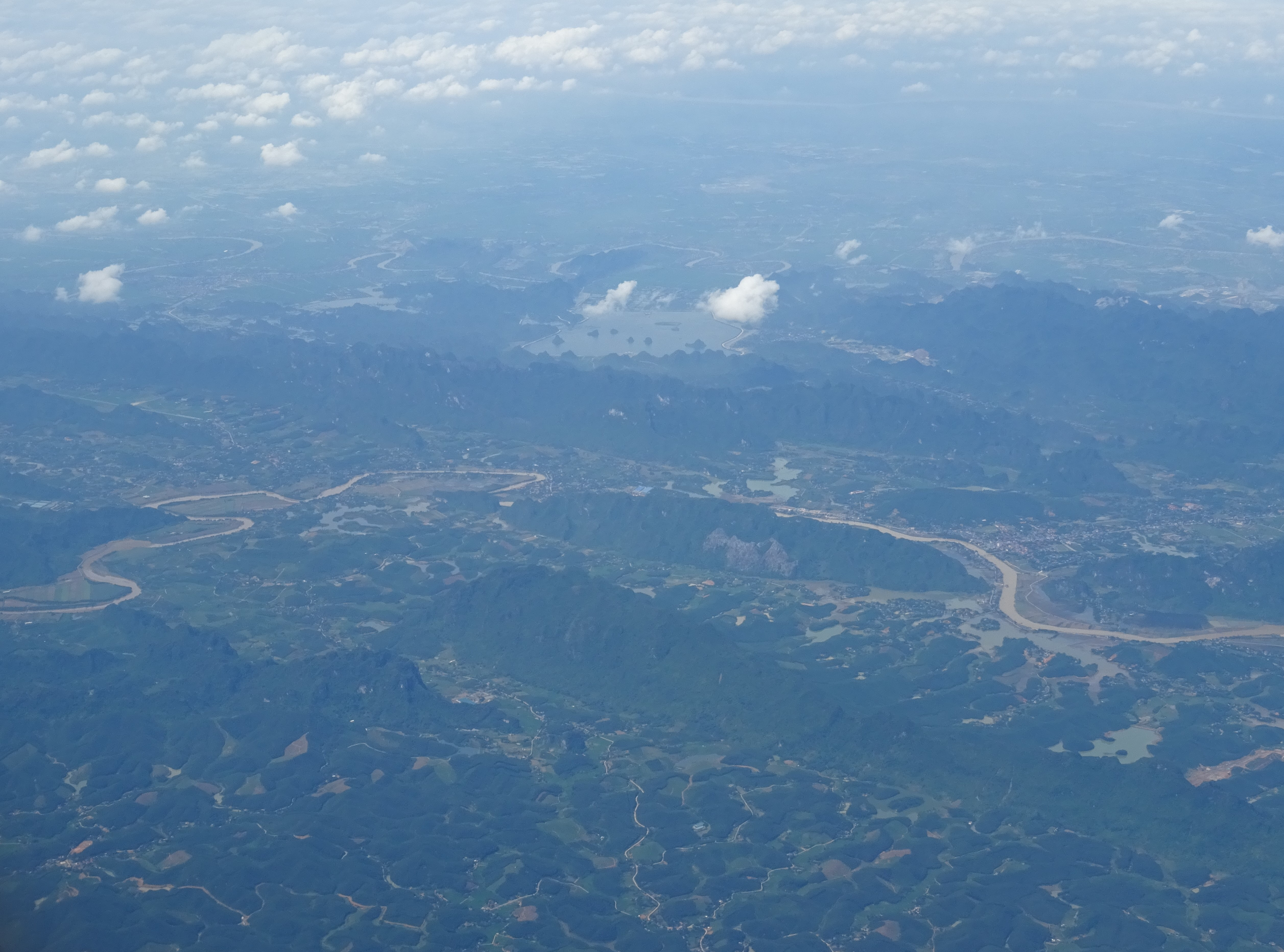

Lạc Thủy est un district de la province de Hòa Bình dans la région du Nord-ouest au Viet Nam .

## Géographie
Le district de Lạc Thủy a une superficie de 293 km2. 
La capitale du district se trouve à Chi Nê.